# تانک ۶۱
تانک ۶۱ یک تانک اصلی میدان نبرد است که توسط نیروی زمینی دفاع از خود ژاپن ساخته شده و توسط صنایع سنگین میتسوبیشی ساخته و استفاده می‌شود.
توسعه این تانک در سال ۱۹۵۵ آغاز شد و اولین بار در آوریل ۱۹۶۱ به کار گرفته شد. شماره تیپ از سال استقرار پیروی می‌کند. در مجموع ۵۶۰ دستگاه تیپ ۶۱ بین سال‌های ۱۹۶۱ تا ۱۹۷۵ تولید شد. جانشین این گونه ۶۱، نوع ۷۴ نام دارد.   

## تاریخ
امپراتوری ژاپن طیف وسیعی از خودروهای جنگی زرهی تولید کرده بود. با این حال، پس از تسلیم ژاپن فناوری مورد نیاز برای ساخت و ساخت تانک‌ها و خودروهای زرهی را از دست داد. به دلیل جنگ کره، فرمانده عالی نیروهای متفقین به ژاپن دستور داد تا دوباره نظامی شود، و یک نیروی پلیس مسلح تشکیل داد (در ابتدا ذخیره پلیس ملی، که بعداً نیروی امنیت ملی نامیده شد، و در نهایت به نیروی دفاع از خود زمینی ژاپن تغییر نام داد) و تانک‌های متوسط ام۴ شرمن و تانک‌های سبک را ارائه کرد. 
این تانک‌ها در طول جنگ جهانی دوم به شدت مورد استفاده قرار گرفتند و پس از تحویل آنها به ژاپن، تنها در چند سال نیاز به تعمیرات اساسی مکانیکی داشتند. از آنجایی که مقدار زیادی از قطعات در شبه جزیره کره مصرف می‌شد، تولید قطعات یدکی مورد استفاده در ژاپن در داخل کشور ضروری بود و دانش رویه ای در مورد طراحی و نگهداری تانک به سبک آمریکایی شروع به جمع‌آوری کرد.  یک امتیاز مشترک توسط تانک‌های شرمن و چفی در استفاده ژاپنی‌ها این بود که میانگین قد خدمه ژاپنی نسبت به سربازان آمریکایی کمتر بود و تانک‌ها بر اساس استانداردهای ژاپنی جادار در نظر گرفته می‌شدند.
بر اساس این تجربه، مدیر کل آژانس دفاعی به Technical Research and Development Institute (技術研究本部 Gijutsu-kenkyū-honbu) دستور داد تا در سال ۱۹۵۵ یک تانک داخلی جدید توسعه دهد.  در طول جنگ کره، عملکرد T-34 و M26 Pershing روشن کرده بودند که تانک‌های جدید ژاپنی به تفنگ‌های اصلی ۹۰ میلی‌متری نیاز دارند. 
در میان افسران تانک JGSDF دو طرح طراحی برای تانک‌های جدید وجود داشت. یکی از آنها یک تانک ۲۵ تنی بود که با زمین‌های صعب العبور ژاپن با شالیزارها و زمین‌های ضعیفش مطابقت داشت. دیگری یک تانک ۳۵ تنی بود که برای حمل یک تفنگ ۹۰ میلی‌متری به اندازه کافی بزرگ بود. هر دو طرح دارای مزایا و معایبی بودند، اما پس از بحث‌های فشرده، طرح ۳۵ تنی به تصویب رسید.  از سال ۱۹۵۶ تا ۱۹۶۰، یک سری از چهار نمونه اولیه با شماره STA1 تا STA4 تولید شد و آزمایش در سال ۱۹۵۷ آغاز شد. STA3/4 برای JGSDF رضایت بخش بود و در آوریل ۱۹۶۱ وارد خدمت شد. 

## طرح

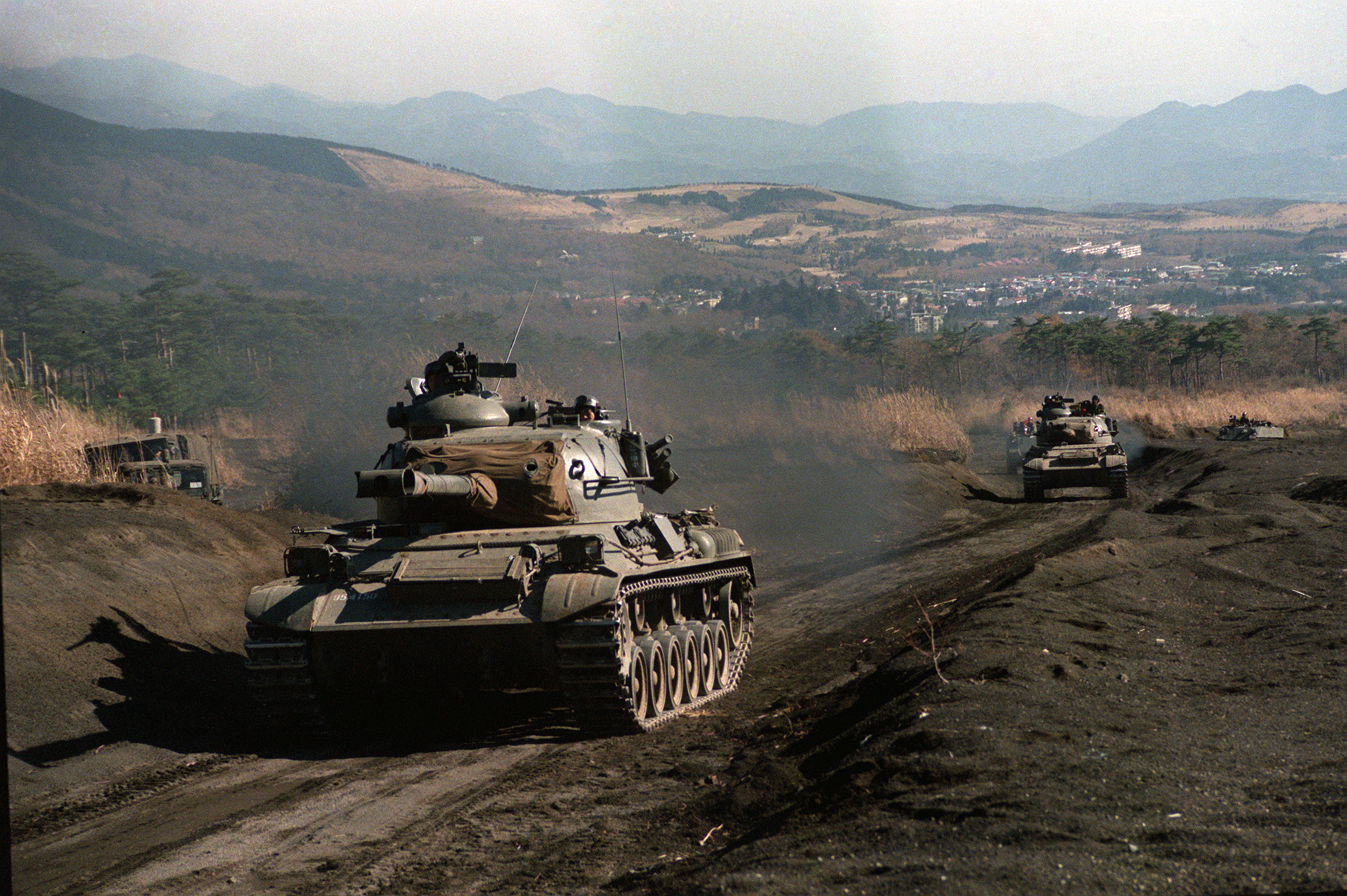
تانک‌های ۶۱ در حال حرکت در سال ۱۹۸۵ به عنوان بخشی از رزمایش مشترک ایالات متحده و ژاپن.

تایپ ۶۱ به‌طور معمولی با برجک مرکزی و موتور در عقب بدنه قرار دارد. این تانک دارای چهار خدمه است: یک فرمانده، راننده، توپچی و بارگذار. بدنه از فولاد جوش داده شده با برجک فولادی ریخته‌گری شده‌است. حداکثر ضخامت زره ۶۴ میلی‌متر ذکر شده‌است. راننده در سمت راست جلوی بدنه می‌نشیند، با یک دریچه بلافاصله بالای سر، و سه پریسکوپ دید که قوس جلویی را می‌پوشاند. در سمت چپ راننده گیربکس قرار دارد که با برداشتن یک پنل بزرگ در جلوی بدنه می‌توان به آن دسترسی داشت. فرمانده و توپچی در برجک سمت راست می‌نشینند و فرمانده یک کلاهک بزرگ گنبدی شکل با دریچه ای در پشت آن در اختیار دارد. توپچی دریچه ای ندارد و جلوتر از فرمانده می‌نشیند. 
یک جعبه ذخیره ابزار معمولاً به صورت خارجی در پشت شلوغی نصب می‌شد و سه پرتاب کننده نارنجک دودزا در هر طرف برجک نصب شده بود. دو آنتن رادیویی بزرگ نیز به پشت شلوغی وصل شده بود. 

### موتور و رانندگی
این تانک از یک دیزل توربوشارژ میتسوبیشی HM21 WT V12 با قدرت ۵۷۰ اسب بخار استفاده می‌کرد که در پشت بدنه نصب شده بود و از طریق اگزوز دو طرف پشت بدنه تانک تخلیه می‌شد. این موتور به یک سیستم گیربکس دستی میتسوبیشی متصل می‌شود که از سیستم فرمان دیفرانسیل کنترل شده استفاده می‌کند. مسیر از جلو هدایت می‌شود و دارای شش چرخ جاده لاستیکی در هر طرف به همراه سه غلتک برگشت است. سیستم تعلیق یک سیستم میله پیچشی با چرخ جاده اول، دوم و ششم مجهز به کمک فنرهای هیدرولیک است. 
در ابتدا، مهندسان ژاپنی قصد داشتند با مشاهده تعمیر M47 Patton ارتش آمریکا که در ژاپن انجام شده بود، سیستم متقابل رانندگی مورد مطالعه را اتخاذ کنند، اما آن را متوجه نشدند. 

### تسلیحات
یک ضد تانک M36 در حدود سال ۱۹۵۵ اجاره شد و به عنوان ماده مرجع برای روش نصب تفنگ ۹۰ میلی‌متری مورد استفاده قرار گرفت. در این مدت تانک‌های مسلح به توپ‌های کالیبر ۱۰۰ میلی‌متری در خارج از ژاپن ظاهر شدند، بنابراین استفاده از یک اسلحه با کالیبر بزرگ مشابه در تانک‌های جدید تولید داخل مورد توجه قرار گرفت. اما پس از بررسی M36، مهمات ۹۰ میلی‌متری حد بالای چیزی است که یک تانک متوسط ژاپنی می‌تواند به‌طور مؤثر از عهده آن برآید. علاوه بر این، به دلیل کوهستانی بودن ژاپن، بعید بود که درگیری‌های دوربرد مکرر اتفاق بیفتد و تصور می‌شد که یک تفنگ ۹۰ میلی‌متری کافی باشد. 
بر اساس این تصمیم، یک تفنگ ۹۰ میلی‌متری تیپ ۶۱ به عنوان اسلحه اصلی انتخاب شد. این تفنگ دارای یک ترمز دهانه t شکل است که گازهای شلیک را به طرفین منحرف می‌کند و میزان گرد و غباری که در اثر شلیک به بیرون پرتاب می‌شود را کاهش می‌دهد. ته تفنگ آن از یک بلوک کشویی افقی برای بارگیری جعبه‌های گلوله ثابت استفاده می‌کند. بارگذار دارای یک دریچه کوچک است که برای خارج کردن پوکه گلوله‌های مصرف شده با دست است. ذخیره‌سازی برای هجده گلوله در شلوغی در پشت برجک فراهم شده‌است، با گلوله‌های اضافی که در موقعیت‌های مختلف داخل تانک توزیع می‌شوند. 
کلاهک فرمانده دارای چهار بلوک دید است که به سمت بالا زاویه دارند و یک فاصله‌یاب استریوسکوپیک پایه یک متری با بزرگنمایی هفت برابر. توپچی دارای یک پریسکوپ با بزرگنمایی ۶ برابر و همچنین یک دید با بزرگنمایی ۶ برابر است. 
یک مسلسل M1919A4 7.62 میلی‌متری در کنار اسلحه به عنوان مسلسل کواکسیال و یک مسلسل M2 12.7 میلی‌متری معمولاً برای استفاده ضدهوایی روی گنبد فرمانده نصب می‌شود.

## تاریخچه استقرار
میزان تولید اولیه پایین بود و تنها ده تانک در سال‌های ۱۹۶۱ و ۱۹۶۲ تولید شد که به بیست تانک در سال ۱۹۶۴ و ۳۰ دستگاه در سال‌های ۱۹۶۵ و ۱۹۶۶ افزایش یافت. در مجموع ۲۵۰ دستگاه تا سال ۱۹۷۰ تولید شده بود که تولید آن تا سال ۱۹۷۵ که پایان یافت، با سرعت بیشتری ادامه یافت. در مجموع ۵۶۰ دستگاه تولید شد. این تانک‌ها در دهه ۱۹۹۰ به تدریج از خدمت خارج شدند و ۴۰۰ تانک در سال ۱۹۹۰ و ۱۹۰ تانک در سال ۱۹۹۵ در خدمت بودند. همه آنها تا سال ۲۰۰۰، ۳۹ سال پس از استقرار اولیه، از رده خارج شدند. در این دوره، تایپ ۶۱ به‌روزرسانی‌های جزئی در قالب نورافکن‌های مادون قرمز و/یا تخلیه‌کننده‌های دود دریافت کرد. از سال ۱۹۸۰، تیپ ۶۱ با مدل مدرن تر Type 74 MBT تکمیل شد.

### استفاده‌کنندگان
- ژاپن – 560 مورد استفاده بین سال‌های ۱۹۶۱ و ۲۰۰۶

### انواع
- نوع 67 AVLB (پل پرتاب خودروهای زرهی) (۶۷式戦車橋)
- نوع 70 ARV (خودروی بازیابی زرهی) (۷۰式戦車回収車)